# كايل باسكوال
كايل باسكوال (13 أبريل 1990 بآناهايم في الولايات المتحدة - ) هو لاعب كرة سلة فلبيني في مركز الوسط.

## وصلات خارجية
- كايل باسكوال على موقع ريلجم (الإنجليزية)
- كايل باسكوال على موقع بروبوليرز (الإنجليزية)